# Pad Thái
Pad Thái (tiếng Thái: ผัดไทย hay ผัดไท, tiếng Anh: pad thai hay phad thai) là món mì xào truyền thống của Thái Lan. Thành phần của món ăn gồm có mì gạo hoặc hủ tiếu xào với trứng, đậu phụ, thêm một chút ớt đỏ, bột me, nước mắm và đường thốt nốt. Đĩa pad được trộn cùng lạc rang giã nhỏ, tôm tươi hoặc khô, tỏi hoặc hẹ tây. Khi ăn, vắt thêm một chút chanh để tạo vị chua. Một vài phiên bản pad Thái khác có thể có thêm giá đỗ, hẹ, cải củ hoặc củ turnip muối hay thậm chí là cua, mực, thịt lợn, thịt gà.

## Lịch sử
Mặc dù các món từ mì sợi đã được du nhập vào Thái Lan từ Trung Quốc cách đây nhiều thế kỷ, nhưng tới khoảng giữa thế kỷ 20, pad Thái mới được phát minh ra. Học giả Mark Padoongpatt cho biết pad  "không phải là một món truyền thống xuất hiện cách đây hàng trăm năm trong ẩm thực Thái Lan, mà nó được phát minh vào khoảng những năm 1930 khi tất cả tập trung vào phát triển đất nước, món ăn được tạo ra với tên gọi Pad Thái để khơi dậy lòng yêu nước".
Một số thông tin khác cho rằng món này có nguồn gốc từ Thế Chiến II khi Thái Lan thiếu hụt gạo do chiến tranh và lũ lụt. Để tiết kiệm, thủ tướng đương thời Plaek Phibunsongkhram đưa ra các chính sách khuyến khích ăn mì để thay thế. Kết quả là một món ăn mới có tên sen chan pad thai ra đời. Trải qua thời gian, nó trở thành món pad Thái ngày nay.
Tác giả chuyên về ẩm thực người Mỹ gốc Thái Kasma Loha-unchit không đồng tình với ý kiến này và đặt ra giả thuyết rằng món này thực tế là do những người Hoa nhập cư phát minh ra. Các món mì sợi được du nhập vào hầu hết các nước Đông Nam Á từ những người nhập cư miền nam Trung Quốc trong thế kỷ 19-20. Loha-unchit khẳng định cộng đồng người Hoa ở đây nắm được khẩu vị của người miền trung Thái Lan và đã sáng tạo ra những món xào kèm gia vị chua cay mặn ngọt.
Ít nhất từ năm 2001, chính phủ Thái Lan đã bắt đầu quảng bá pad Thái dưới dạng một kiểu "quyền lực mềm", tức sử dụng văn hoá để thu hút khách quốc tế. Nước này "sáng lập ra tổ chức ẩm thực quốc gia Global Thai Restaurant Company, Ltd. với mục tiêu mở ít nhất 3000 nhà hàng Thái trên toàn cầu". Kế hoạch có sự hợp tác của nhiều tổ chức chính phủ ở Thái Lan, kết quả là sau 17 năm, số nhà hàng mở được là gần gấp ba mục tiêu đề ra.
Pad Thái xếp hạng năm trong danh sách bình chọn "50 món ăn ngon nhất thế giới" của tờ CNN Go vào năm 2011.

## Văn hóa đại chúng
- Ngày 7 tháng 11 năm 2017, logo Google Doodle với món pad Thái xuất hiện trên trang chủ của Google tại Hoa Kỳ, Canada, Cuba, Thái Lan, Đài Loan, Uc, New Zealand, Israel, và một vài quốc gia khác ở châu Âu và Nam Mỹ.[16][17]

## Hình ảnh

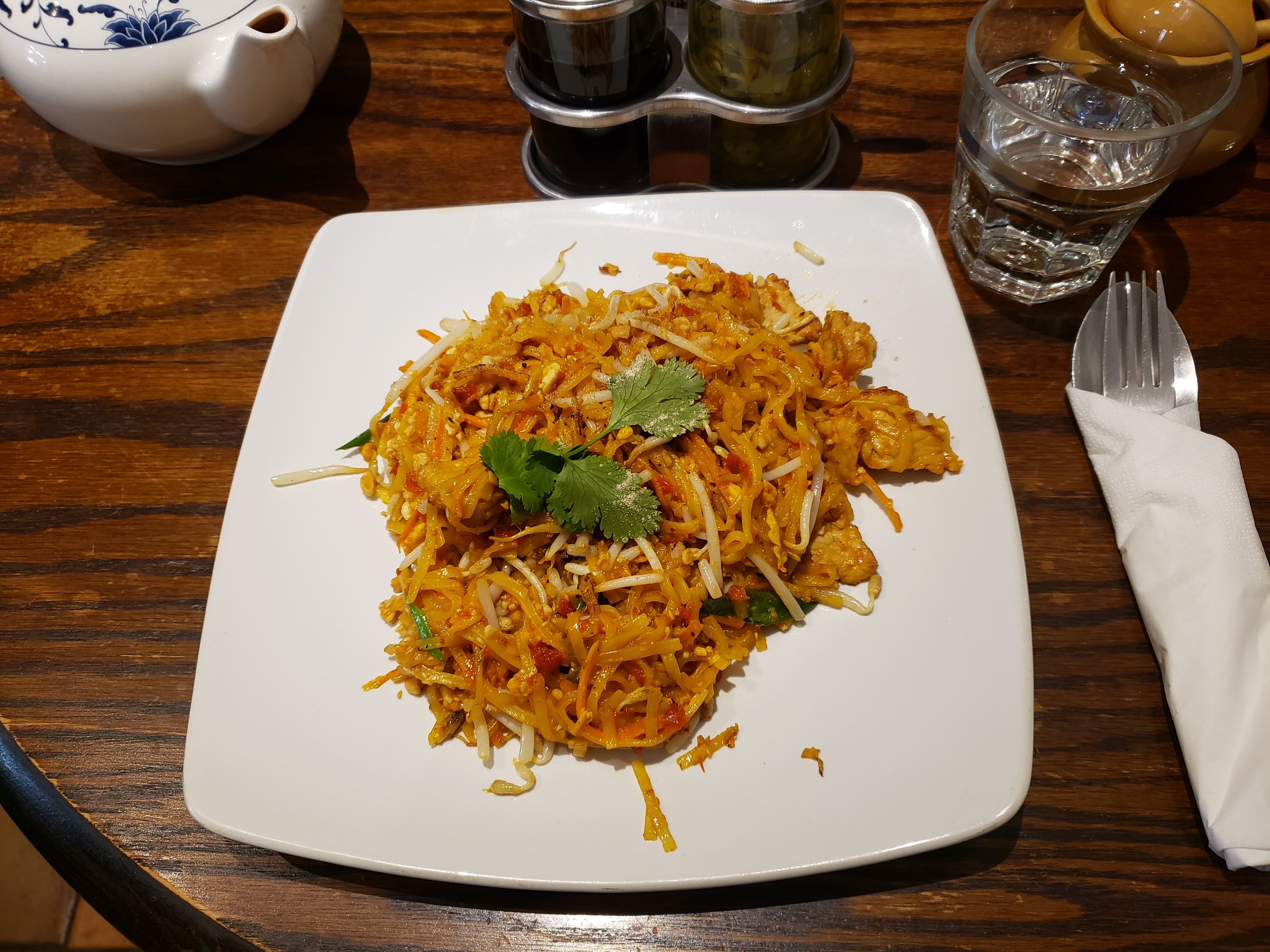
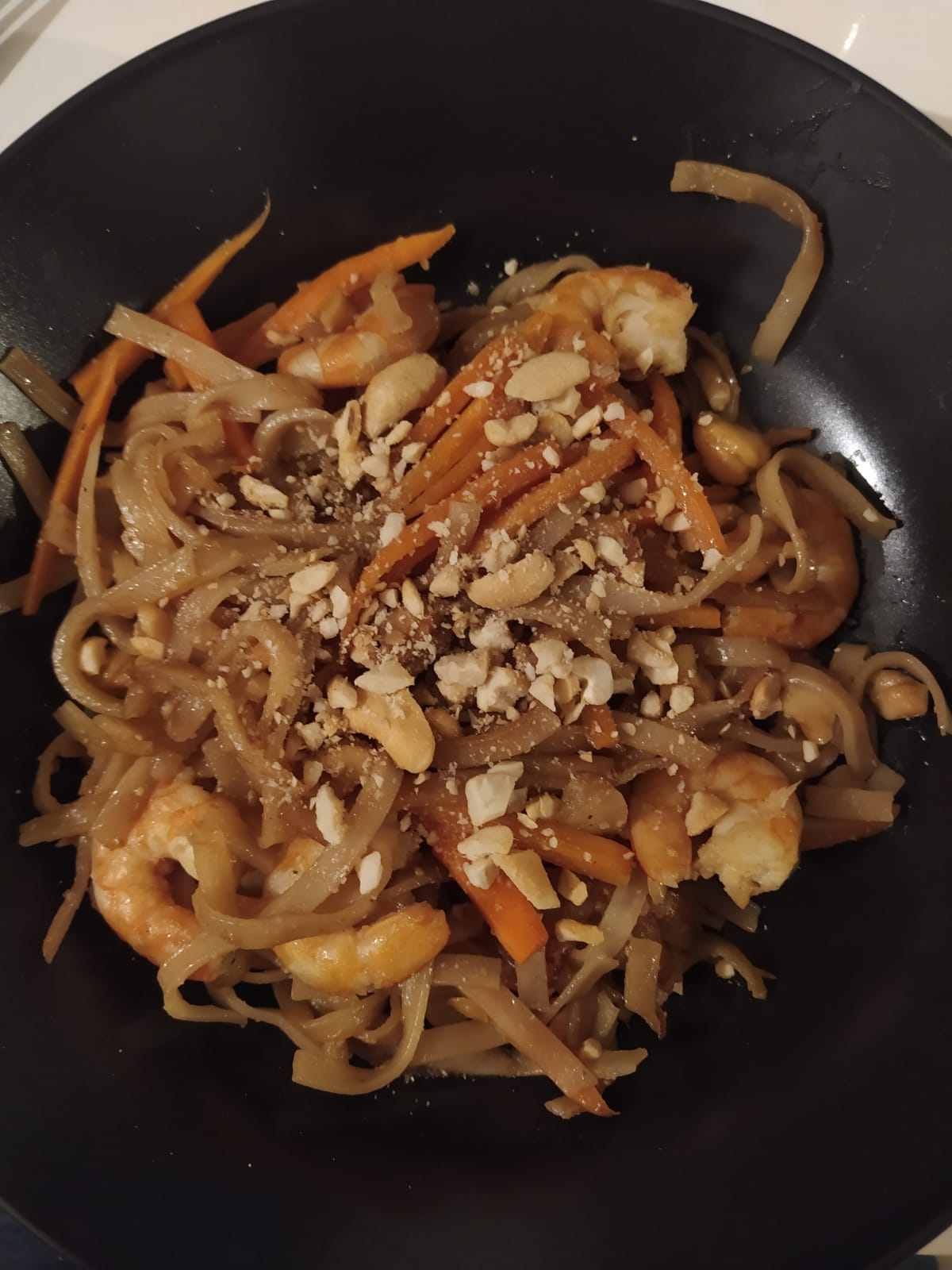
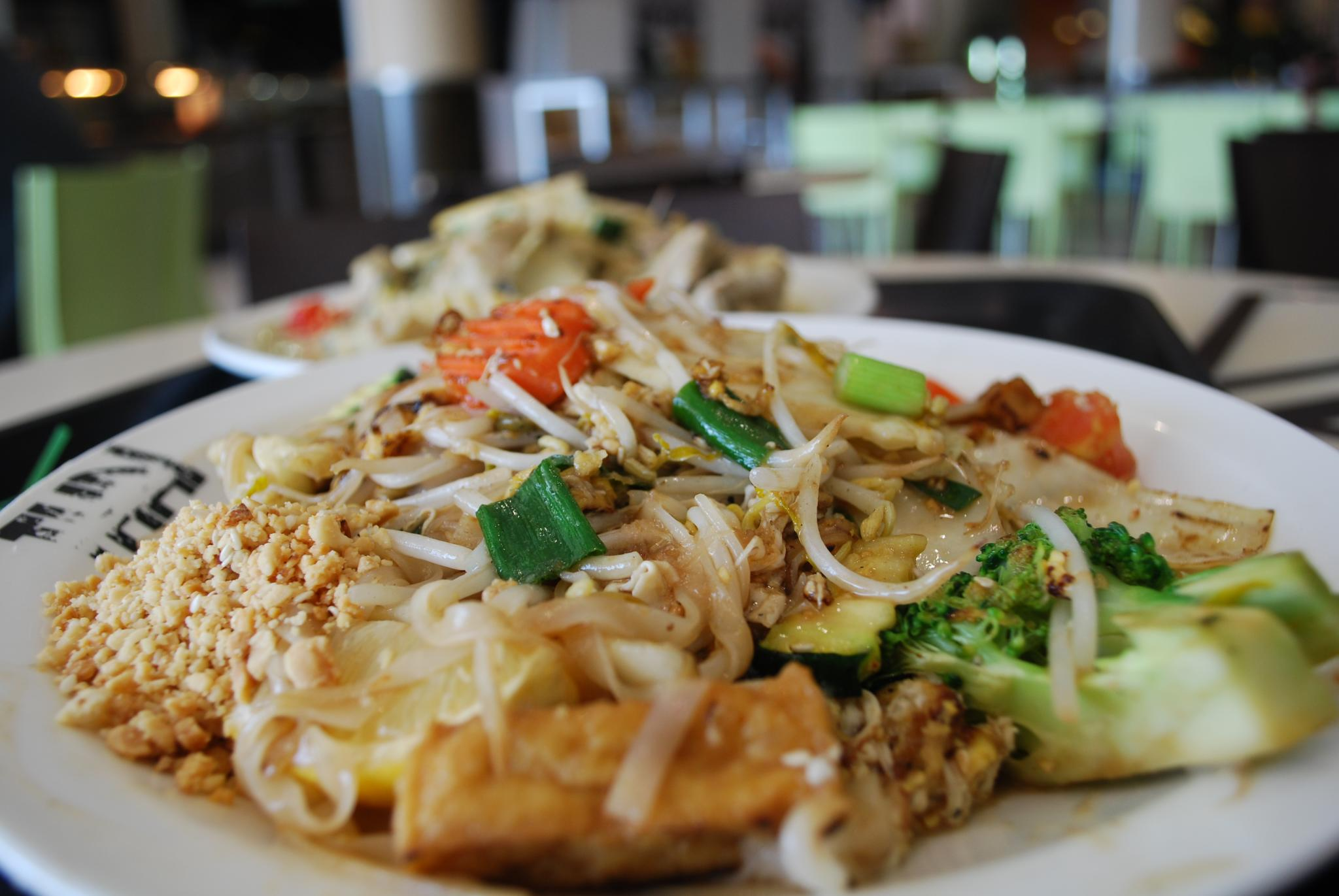
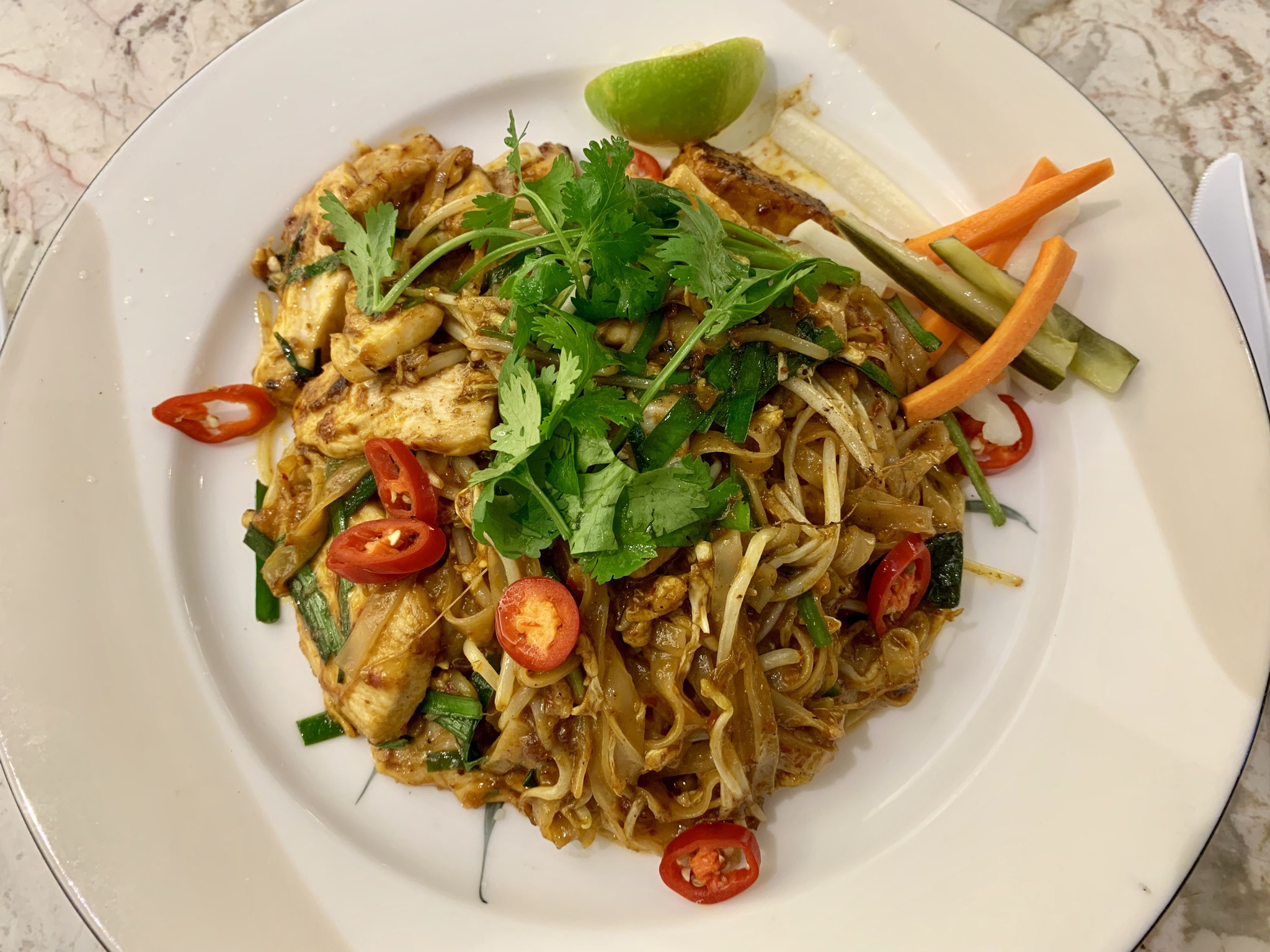
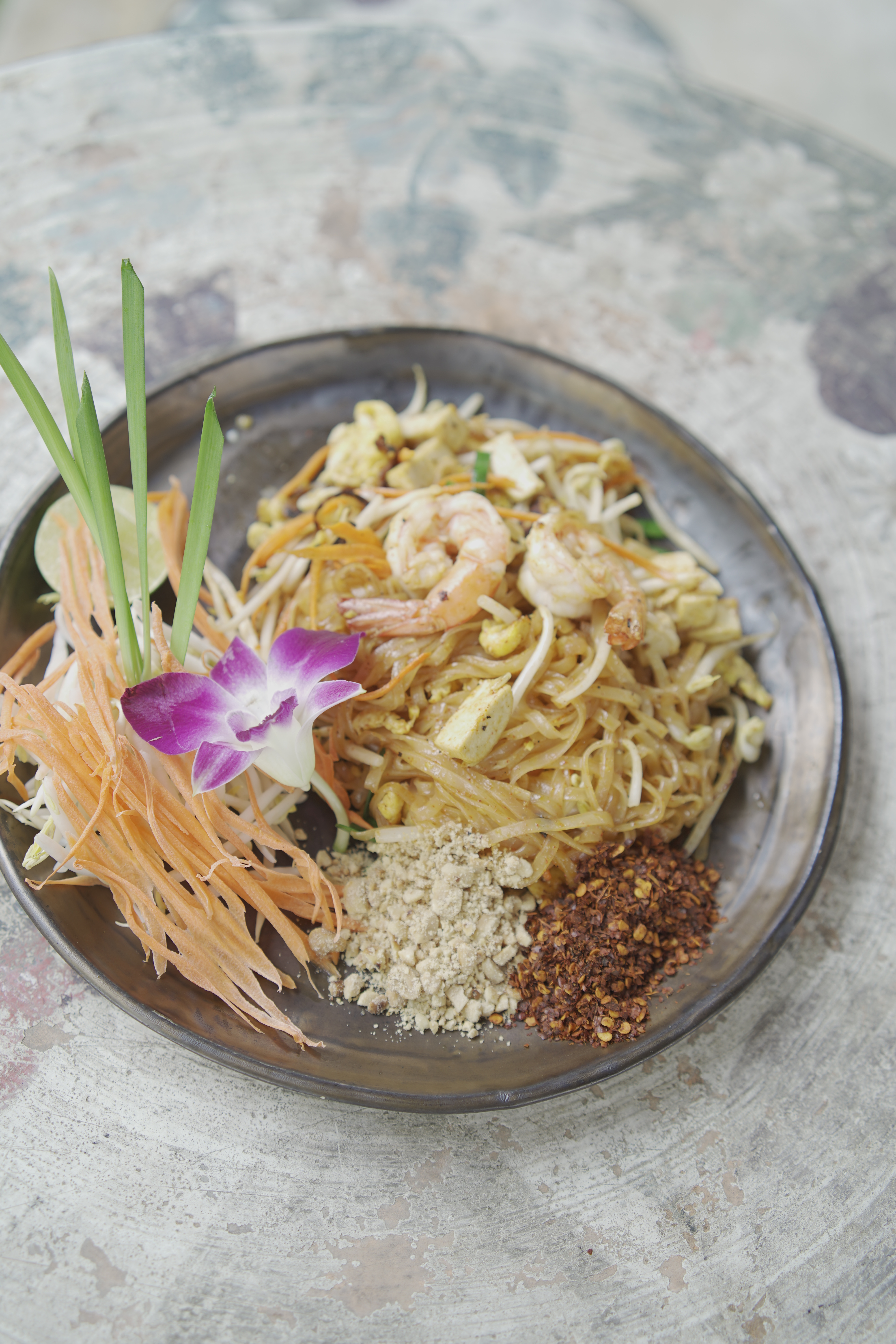